# يوسف الثويني
يوسف الثويني (من مواليد 14 أغسطس 1977) هو لاعب كرة قدم كويتي، بدأ مسيرته الكروية مع نادي خيطان، لعب لنادي العربي الكويتي في الدوري الكويتي الممتاز كحارس مرمى عام 2005.

لعب مع العربي في دور المجموعات بدوري أبطال آسيا 2007.